# Mezquita Malindi
La Mezquita Malindi es una mezquita situada en la Ciudad de piedra de Zanzíbar, en la isla de Unguja, cerca del puerto. Tiene su origen en la década de 1830, pero fue posible que se construyera en el sitio de una antigua mezquita del siglo XVII o antes. Algunas guías de viaje afirman tener su origen en el siglo XV.
La mezquita actual fue construida en 1834-1835 / 1250 AH por Muhammad ben Abdulkadir al-Mansaby, que era un rico comerciante en Zanzíbar durante la década de 1820 a 1840, en la costa de Benadir en Somalia. El edificio se amplió dos veces en 1841 y 1890.
Tiene algunas características arquitectónicas inusuales, incluido un minarete en forma de cono (uno de los tres alminares con esta forma del África Oriental) y una plataforma cuadrada.

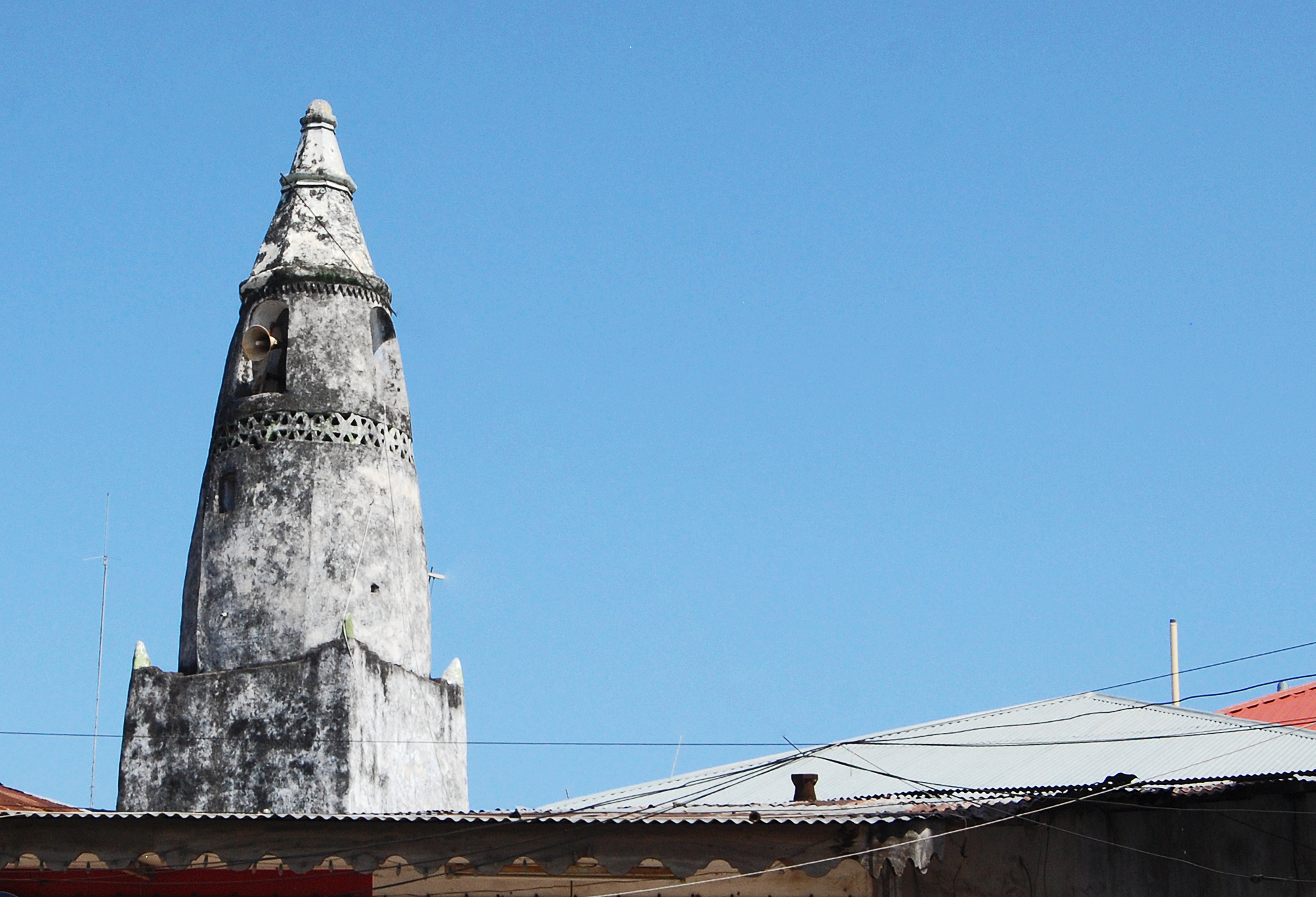
Alminar del templo